# Гитанян, Аветис
Аветис Гитанян (араб. أواديس كيدانيان‎, арм. Ավետիս Գիտանյան, англ. Avedis Guidanian; 21 ноября 1966) — министр туризма Ливана (2016—2020).

## Биография
Родился 21 ноября 1966 года. Получил среднее образование в Армянской католической школе Месробяна. Затем получил степень бакалавра физики в Ливанском университете.
Его политическая карьера началась в 1985 году, когда он вступил в партию «Дашнаг» — армянскую политическую организацию, действующую в Ливане с 1920-х годов. Вскоре он продвинулся внутри партии, став президентом организации по интересам студентов, а затем взял на себя ответственность за партийные выборы и представлял её на национальных собраниях.
В 2009 году Гитанян стал директором радиостанции «Голос Вана».
9 апреля 2017 года в МИД России состоялась встреча заместителя министра иностранных дел, специального представителя президента по Ближнему Востоку и Африке Михаила Богданова, министра туризма Ливана Аветиса Гитаняна и депутата парламента Ливана Амаля Абу Зейда, который находился в Москве для участия в Российско-Ливанском бизнес-форуме.
21 июня 2019 года в Бейруте посол Таджикистана Зубайдулло Зубайдзода встретился с министром туризма Ливана Аветисом Гитаняном.
Женат на Ани Гокджян, имеет двух сыновей, Араза и Сороджа.